# Valdet Rama
Valdet Rama, född 20 november 1987 i Mitrovica, Jugoslavien, är en tysk fotbollsspelare från Kosovo som spelar för den tyska fotbollsklubben SV Meppen. Han har tidigare spelat för Albaniens fotbollslandslag.

## Karriär
Valdet Rama gjorde sin debut på professionell nivå för klubben FC Ingolstadt 04 i 2. Fußball-Bundesliga den 17 augusti 2008 när han startade i en match mot SpVgg Greuther Fürth. Rama gjorde även mål i debutmatchen. Den 29 maj 2009 meddelade han sin flytt till Hannover 96, med vilka han skrev ett treårskontrakt. I februari 2011 skrev han på för svenska Örebro SK.

## Malmö FF:s kampanj 2012
I januari 2012 genomförde Malmö FF:s supportrar en massiv Valdet Rama-kampanj på Himmelriket, Malmö FF:s lagsida på den populära fotbollssajten Svenska Fans. Hundratals MFF-supportrar hyllade Örebro-spelaren med så kallade Chuck Norris facts,  för att locka Malmö FF:s klubbledning att värva den talangfulle mittfältaren. Den humorfyllda kampanjen pågick i flera dagar och uppmärksammades av både Nerikes Allehanda och Fotbollskanalen. Även en speciell Valdet Rama-sida på Facebook skapades av Malmö-fansen.